# Howard Cruse
Pour les articles homonymes, voir Cruse.
Howard Cruse est un dessinateur américain de bande dessinée né le 2 mai 1944 à Springville en Alabama et mort le 26 novembre 2019 à Pittsfield (Massachusetts).

## Biographie
Fils d'un prédicateur de Springville (Alabama), Howard Cruse commença à publier des dessins alors qu'il était au lycée. Adolescent, il rencontra Milton Caniff, mais Mad constituait son influence majeure. il entra à l'Université de Pennsylvanie puis travailla pour la télévision. Il partit pour New York en 1977, où il se mêla au milieu de la bande dessinée underground. Il y rencontra en 1979 son compagnon actuel, Eddie Sedarman.
Cruse créa d'abord Barefootz, une série de strips nonsensiques qu'il poursuivit de 1971 à 1980, autour d'un garçon toujours pieds nus. Militant, il prit la direction de la revue Gay Comix en 1980. En 1983, il inventa pour le magazine gay The Advocate la série Wendel. Wendel Trupstock est un jeune gay attachant, que l'on voit évoluer au sein de la communauté. Cruse abordait librement les sujets de l'homophobie et du sida, le S/M ou l'amour, tout simplement, entre Wendel et son compagnon Ollie Chalmers.
Entre 1990 et 1995, il se consacra à la création de son chef-d'œuvre, Stuck Rubber Baby (titre de la première édition française : Un monde de différence). Par son œuvre diverse, mais cohérente et forte, il s'est imposé comme un représentant majeur de l'expression gay. Il a influencé de nombreux dessinateurs LGBT.
En 2020, il est élu au temple de la renommée Will Eisner, le principal temple de la renommée des comics.

## Publications
- Wendel New York, Gay Presses of New York, 1985
- Howard Cruse's Barefootz: The Comix Book stories, Renegade Press, 1986
- Dancin' Nekkid with the Angels, St Martin's Press, 1987
- Wendel on the Rebound, St Martin's Press, 1989
- Early Barefootz, Fantagraphics Books, 1990
- Stuck Rubber Baby, Paradox Press, 1995
- Wendel All Together, Olmstead Press, 2001

### Traductions françaises
- Un monde de différence, Paris, Vertige Graphic, 2001, 210 p.
- Stuck Rubber Baby, Bruxelles, Casterman, 2021 - Prix du patrimoine au Festival d'Angoulême 2022

## Prix et récompenses
- 1996 : prix Eisner du meilleur album pour Un monde de différence
- 1996 : prix Harvey du meilleur album original pour Un monde de différence
- 2003 :  Prix de la critique de l'ACBD pour Un monde de différence[3]
- 2020 : Temple de la renommée Will Eisner